# Йосиф Бекяров
Йосиф Василев Бекяров е български офицер, полковник.

## Биография
Роден е на 5 юни 1897 година в Стара Загора. Завършва Военното училище в София през 1919 година. Служи последователно в 12-и, 37-и и от 1930 г. отново в 12-и пехотен балкански полк. От 1932 г. служи в 19-и пехотен шуменски полк, от 1933 г. в 10-и пограничен участък, от 1933 в 12-и пехотен балкански полк и от 1936 г. в 14-и пехотен македонски полк и същата година е преместен на служба в 18-и пограничен участък.
На 6 май 1936 г. Йосиф Бекяров е произведен в чин майор. В периода (1938 – 1941) е началник на секция в щаба на 8-а а пехотна тунджанска дивизия, след което последователно командир на пехотна дружина в Драма (1941 – 1944), командир на 57-и пехотен драмски полк (1944 – 1945). Участва във втората фаза на българското участие във Втората световна война. Награждаван е с орден „За храброст“, IV степен, 1 клас. През 1945 г. служи в Щаба на Морски войски, като от същата година е командир на морска база Варна, а през 1946 командир на морска база Бургас и интендант на военните учебни заведения. На 13 юли 1946 година е уволнен с мотив „в интерес на службата“. Съден от Народния съд, но оправдан.

## Военни звания
- Подпоручик (1919)
- Поручик (3 октомври 1928)
- Капитан (15 юни 1932)
- Майор (6 май 1936)
- Подполковник (6 май 1940)
- Полковник (14 септември 1943)

## Заемани длъжности
- Началник на секция в щаба на 8-а а пехотна тунджанска дивизия (1938 – 1941)
- Командир на пехотна дружина в Драма (1941 – 1944)
- Командир на 57-и пехотен драмски полк (1944 – 1945)
- Командир на морска база Варна (1945)
- Командир на морска база Бургас (1946)
- Интендант на военните учебни заведения (1946)

## Награди
- Военен орден „За храброст“ IV степен, 1 клас